# S. E. Rogie
Sooliman Ernest „Rogie“ Rogers, meist nur S. E. Rogie (* 1926 in Fonikoh; † 4. Juli 1994 in London, Vereinigtes Königreich) war ein sierra-leonischer Highlife- und Palm-Wine-Gitarrist und Sänger. Er trug auch die Künstlernamen Souleman Rowgie und Soolyman Rodgie.

## Lebensweg
Schon in frühen Jahren begann Rogie mit der Musik. Finanziell hielt er sich als Schneider über Wasser. Zu dieser Zeit nutzte er seinen Spitznamen bereits als Nachnamen. Anfang der 1960er Jahre begann seine professionelle Musikkarriere, wobei er vor allem durch seine Viersprachigkeit bekannt wurde. Zu seinen über die Landesgrenzen hinaus bekanntesten Songs gehörten „Koneh Pehlawo“, „Go Easy with Me“ und „My Lovely Elizabeth“. Er spielte 196 in der Band The Morningstars. 1973 zog es Rogie in die Vereinigten Staaten, wo er vor allem in Kalifornien auftrat. Rogie bekam Auszeichnungen des US-Kongress und des -Senats sowie der Städte Berkeley und Oakland.
1988 wanderte Rogie auf Einladung des britischen DJ Andy Kershaw nach England aus, wo er sich in Finchley niederließ. 1991 gründete er die Bank The Palm-Wine Tappers und tourte durch das Vereinigte Königreich.
Rogie starb in London, nachdem er gegen seine Ärzte eine Tournee durch Estland machte. Zuvor war er am Herzen operiert worden.

## Diskografie
- Waitin Make You Do Me So/Some One Some Where  (1964)
- African Lady - Highlife Music From West Africa (1975)
- Mother Africa, I Won't Forget You (1979)
- Palm Wine Guitar Music: The 60s Sound (1988)
- The Palm Wine Sounds of S. E. Rogie (1989)
- The New Sounds of S. E. Rogie (1991)
- Dead Men Don't Smoke Marijuana (1994)